# Бумба Василь Михайлович
Василь Михайлович Бумба (21 березня 1980, м. Збараж — 30 березня 2022) — солдат Збройних сил України, учасник російсько-української війни.

## Життєпис
Василь Бумба народився 21 березня 1980 року у місті Збаражі Тернопільської області.
Закінчив Збаразьке ПТУ № 25 (спеціальність — шофер-тракторист).
Брав участь у російсько-українській війні у складі 80-ї окремої десантно-штурмової (2015—2016) та 24-ї окремої механізованої (2017—2019) бригад.
У лютому 2022 року самостійно пішов у військкомат. Загинув 30 березня 2022 року від осколкових поранень. Похований 1 квітня 2022 року в родинному місті.
Залишилися матір, батько, сестра та син.

## Нагороди
- відзнаки учасника бойових дій та Президента України за участь в АТО.